# Dendrocacalia crepidifolia
Dendrocacalia crepidifolia là một loài thực vật có hoa trong họ Cúc. Loài này được (Nakai) Nakai mô tả khoa học đầu tiên.